# Winterspeck
Winterspeck bezeichnet allgemein den Aufbau von Fettgewebe, um das beschränkte Nahrungsangebot im Winter zu überstehen. Dies tritt sowohl bei Tieren als auch beim Menschen auf.

## Tierwelt
Tiere finden im Winter keine Nahrung, oder die Nahrungssuche ist durch Schnee und Eis und mangelndes Nahrungsangebot erschwert. Um diese Zeit zu überstehen, gibt es verschiedene Strategien der Überwinterung, eine verbreitete ist die Gewichtszunahme vor dem Nahrungsmangel, oft kombiniert mit einem Winterschlaf.

## Menschen
In vorindustrieller Zeit, besonders im Mittelalter und in der Zeit davor, lebten die Menschen in sehr viel größerer Abhängigkeit von den Jahreszeiten. Im Sommer und Herbst standen den Menschen aufgrund von Ernten größere Nahrungsmengen zur Verfügung als im Winter und Frühling. Dieses größere Nahrungsangebot wurde noch durch die im Herbst geschlachteten Tiere vergrößert, denn es war den Bauern nicht immer möglich, das Vieh mit über den Winter zu füttern. Bekannt sind Martins- und Weihnachtsgans, die für viele Familien die letzte Gelegenheit waren, sich vor dem Winter satt zu essen.
Auch heute setzen Menschen noch Winterspeck an: Sowohl wegen Bewegungsmangel bei dem kühleren und feuchteren Wetter ab Herbst als auch vermehrter Zufuhr von Nahrungsenergie nehmen Menschen noch immer vor und auch im Winter zu. Die Weihnachtszeit mit großen traditionellen Festessen an mehreren aufeinanderfolgenden Tagen trägt dabei zur Gewichtszunahme bei. Scherzhaft ist auch der Begriff Weihnachtsspeck gebräuchlich.
Zudem leiden viele Menschen gerade im Herbst unter Depressionen, die auch durch Lichtmangel im grauen Herbst verursacht sind. Sie neigen dann oft zu vermehrter Nahrungsaufnahme, besonders von Schokolade und anderer energiereicher Nahrung. Zudem sind die körperlichen Aktivitäten im Winter aufgrund der Temperaturen eingeschränkt.